# Келли, Лора Мишель
Ло́ра Мише́ль Ке́лли (англ. Laura Michelle Kelly; 4 марта 1981, Тоттон, Хэмпшир, Англия, Великобритания) — британская актриса

, певица и танцовщица

.

## Биография
Лора Мишель Келли родилась 4 марта 1981 года в Тоттоне(графство Хэмпшир, Англия, Великобритания). Мать Лоры Мишель, Элисон Келли, скончалась от рака молочной железы летом 2003 года, вскоре после расставания со своим мужем и отцом Лоры Мишель. У Лоры Мишель есть три брата: Пол, Натаниэль и Джорим.

## Карьера
Лора Мишель начала играть в музыкальных театрах в 2000 году.
В кино наиболее известна ролью Люси Баркер в фильме Тима Бёртона «Суини Тодд, Демон-парикмахер с Флит-стрит», где она снялась с Джонни Деппом и Хеленой Бонэм-Картер.

## Личная жизнь
С 2001 по 2008 год Келли была замужем за хореографом Ником Уинстоном.
С 24 января 2019 года Келли замужем за Шоном Хеллереном. У супругов есть трое детей: сын Рафаэль Бенджамин Хеллерен (род. 23 октября 2019) и две дочери — Изабела Леонора-Лу Хеллерен (род. 5 февраля 2021) и Мириэла Руа-Роуз Хеллерен (род. 2022).

## Фильмография
| Год  |    | Русское название                          | Оригинальное название                          | Роль                         |
| ---- | -- | ----------------------------------------- | ---------------------------------------------- | ---------------------------- |
| 2007 | ф  | Суини Тодд, Демон-парикмахер с Флит-стрит | Sweeney Todd: The Demon Barber of Fleet Street | Люси Баркер                  |
| 2007 | тф | Марпл: Возмездие                          | Agatha Christie's Marple: Nemesis              | Верити Хант / Маргарет Ламли |
| 2013 | ф  | Богиня                                    | Goddess                                        | Элспет Дикенс                |